# Роланд (легіон)
«Роланд» також: Організація «Роланд» (англ. Organisation «Roland»), Батальйон (курінь) «Роланд» (нім. Battalion Ukrainische Gruppe «Roland»), Південний курінь ДУН — батальйон ДУН, утворений з ініціативи ОУН (б) за домовленістю з вищими офіцерами Вермахту у квітні — червні 1941 року з метою підготовки кадрів для майбутніх українських збройних сил та застосування проти радянських військ на майбутньому німецько-радянському фронті.

## Передісторія створення
Після розколу ОУН у 1940, обидва її крила, враховуючи важливу роль, яку ті мають відіграти в боротьбі за утворення самостійної Української держави, шукали можливості для створення українських збройних формувань. Розуміючи неминучість у майбутньому радянсько-німецького збройного конфлікту у Європі, Провід ОУН (б) намагався скористатися ситуацією та досягти домовленостей з німецькими військовими та розвідувальними службами про підготовку за допомогою німецьких інструкторів бойовиків, старшинських та підстаршинських кадрів для майбутньої української армії. Питання організації підготовки таких збройних кадрів були покладені на Військову референтуру Проводу ОУН (б), очолювану Романом Шухевичем.
Головною метою вбачалося формування можливо невеликою за чисельністю, однак добре вишколеної бойової одиниці, вояки якої отримали б не тільки теоретичну, але й практичну підготовку, яку можна було здобути лише у лавах регулярної армії. Тому від імені Проводу ОУН (б) встановлення потрібних контактів з офіцерами Вермахту, критично налаштованими до планів Адольфа Гітлера, які симпатизували українському національно-визвольному руху, було доручено колишньому сотнику австро-угорської та Галицької армії Ріхарду (Ріко) Ярому. Останній провів ряд зустрічей з офіцерами резерву ОКВ Теодором Оберлендером та Георгом Ґерулісом, які завершилися у лютому 1941 року досягненням попередньої домовленості про підготовку українського військового підрозділу, чисельністю у 700—800 вояків.
Надалі було розпочато переговори з вищим керівництвом ОКВ — командувачем сухопутних військ генерал-фельдмаршалом фон Браухічем, який опікувався військовою підготовкою німецьких армій до майбутньої війни проти СРСР, та начальником військової розвідки Третього Райху адміралом Канарісом. За наслідками цих переговорів було досягнуто згоду про вишкіл 800 кандидатів у старшини, котрі у майбутньому мали стати ядром союзної Німеччині української армії. Кожна з сторін за допомогою цієї домовленості намагалася досягти власної мети. Так, ОУН (б) розглядала досягнуту домовленість як можливість отримання членами Організації необхідної практичної військової підготовки, а також отримати можливість під «прикриттям» німецьких армійських частин потрапити на територію УРСР для проголошенню незалежності України за підтримки українського батальйону з подальшим розгортанням на базі останнього української армії. У свою чергу німецька сторона вбачала для себе корисним проведення вояками українського підрозділу агітації та пропаганди серед населення України, а також виконання розвідувальних, диверсійних, саботажних та інших акцій в інтересах німецьких збройних сил.

## Формування батальйону
Ще починаючи з січня 1941 року Бюро (Крайовою Екзекутивою) ОУН (б) у Відні, спочатку під керівництвом Івана Габрусевича-«Джона», а потім Зенона Матли було проведено активну організаційну роботу між українськими працівниками та полоненими вояками колишньої польської армії українського походження. Зокрема, протягом січня-квітня 1941 року представники Бюро відвідали місця проживання українців на території Австрії, організовуючи між ними мережу клітин ОУН (б) та проводячи облік боєздатної молоді.
У квітні 1941 року між представниками Проводу ОУН (б) та німецьким командуванням було досягнуто угоди про створення та вишкіл на території Австрії у замку поблизу містечка Завберсдорф другого батальйону ДУН «Нахтіґаль») під кодовою назвою Організація «Роланд». Про досягнуту домовленість Ріко Ярий повідомив у середині місяця на засіданні Бюро ОУН (б) у Відні, на якому були присутні Любомир Ортинський, Михайло Палідович та Євген Гутович.
Після отримання згоди на створення батальйону, необхідно було провести відбір майбутніх курсантів та забезпечити їх доставку до місця вишколу у Завберсдорфі. Виконання цього завдання було покладено на Любомира Ортинського, якому доводилося «допомагати організувати все — від людей, уніформ, відзнак по всякі посвідки й „шайни“ від німецької військово-партійної бюрократії».
Вербувальне бюро батальйону розташовувалося у Відні на Ляндштрассер-Ґауптштрассе у приватному будинку.
На заклик відгукнулося більше тисячі чоловік, включаючи частину студентів з університетів Відня і Граца, які, за деякими даними, склали близько 15 % від особового складу батальйону. Як згадував пізніше колишній чотовий «Роланда» Любомир Ортинський, добровольцями були молоді люди, віком у 20-25 років, які переважно походили з Галичини, а наддніпрянці та волиняни становили серед них лише незначний відсоток.
За спогадами вояка батальйону Любомира Колтунюка, на той час у середовищі українців у Австрії панувало два різні погляди:
|  | Офіційні кола з рядів УНО були проти активного виступу чи творення леґіонів. І тому заклики до спокою і чекати на вказівки. Іншим це не подобалося. Їх розривала нетерплячість і бажання акції. Це ті, які ще не встигли зголоситися до Леґіону, але при найближчій нагоді думали мобілізуватися. Я особисто не мав ще виробленого рішення, але схилявся більше в сторону прихильників вступити до Леґіону. Не так ради «чару мундуру», бо касарняного життя ніколи не любив. Тільки ради обов'язку. Я був певний, що саме тепер рішатиметься справа української державности, нашого бути чи не бути. І в такому моменті кожний українець повинен сповнити свою повинність для батьківщини. |

Інший колишній вояк «Роланда» Володимир Боднар відзначав, що: «хоча весна — це час науки і іспитів в університетах, але, правду сказати, нас не бралися студії. Ми жили в іншому світі, у великому душевному піднесенні. Деякі з наших товаришів вже їхали на вишкіл і прощалися з нами зворушливими словами: „До побачення у Львові!“».
Однак, дозволена кількість особового складу батальйону обмежувалася 300 курсантами (пізніше чисельність було підвищено до 450), а тому з усіх охочих можна було прийняти лише приблизно 1/5 частину. З огляду на це, на місця було розіслано вказівки про число добровольців, яких мала направити кожна з місцевих клітин ОУН (б). Не зважаючи на це, кількість прибулих виявилася значно більшою за заплановану. Це викликало невдоволення німецької влади, оскільки значна частина добровольців самовільно залишала місця роботи або табори військовополонених, у яких вони перебували під наглядом, що у другій половині травня 1941 року привернуло до вербувальної акції увагу органів німецької служби безпеки, які провели кілька допитів та створили спеціальну картотеку на підозрілих осіб, передусім, організаторів батальйону.

## Підготовка легіонерів

### Завберсдорф (Австрія)

#### Вишкіл

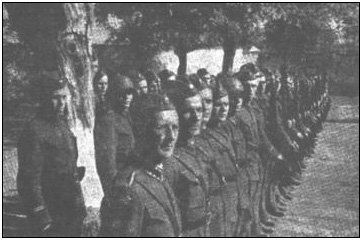
Сотня батальйону «Роланд» у Завберсдорфі. У першому шерегу зліва направо: майор Євген Побігущий, чотарі Любомир Ортинський, Омелян Герман-«Орлик» та Іван Макаревич

У 1938 році ОУН отримала для своїх потреб замок поблизу села Завберсдорф у районі Вінер-Нойнштадту на південь від Відня, у якому члени Організації отримали змогу пройти початковий військовий вишкіл. Як згадував Любомир Колтунюк:
|  | Замок — це маленька посілість, яка складалася зі згаданих вже двох одноповерхових будинків чи, радше одного будинку, збудованого у формі великої літери «Г». Цей будинок своїми раменами творить подвір'я, замкнене з двох інших боків, високим муром. Посередині мала стара церковця з плоским дахом, на який ідуть кам'яні сходи. З даху розлягається гарний вид на околицю і недалекі Альпи. З другого боку будинку є сад, невеличкий, розміром коло 50х80 метрів. Кілька маленьких деревець, а при кінці саду басейн у досить запущеному стані. Як після довідуємось, цей замок купила ОУН ще за часів Карпатської України для вишкільних цілей. Самі будинкі ще в досить доброму стані, але не дуже великі. Можуть помістити яку сотню вояків. Є окрема кімната для відпочинку з невеликою бібліотекою. |

У квітні 1941 року до замку прибула перша група добровольців, переважно, колишніх військовиків, у кількості 30 (за іншими даними — 15) чоловік. Ця група була організована без погодження з німецьким командуванням, а тому на початку змушена була проводити заняття підпільно, у цивільному одязі та без зброї. Після прибуття до Завберсдорфу майора Євгена Побігущого з цієї групи було утворено старшинський та підстаршинський склад батальйону «Роланд». Надалі, у другій половині квітня до замку направлялися наступні групи добровольців, які отримували відповідне військове обмундирування, і на місці в урочистій обстановці отримували зброю. Через деякий час у Завберсдорфі вже перебувало близько 350 добровольців, які проходили інтенсивний піхотний курс з дотриманням усіх засад конспірації.
Прибуття однієї з груп новобранців до замку описав у своїх спогадах Любомир Колтунюк:
|  | Накінець в'їжджаємо в якусь сліпу вуличку, яка кінчається перед великою в'їздовою брамою. Авто задержується і трубить. Відчиняється важка дерев'яна брама. В брамі на стійці вояк в мундирі «хакі». Авто переїжджає крізь браму і в переїзді завважуємо на шапці стійкового синьо-жовту розету. Якось серце хвилююче забилося від несподіванки. Помимо наших бажань, не хотілося вірити, що то вояк українського леґіону і що ми також будемо зараз у різних мундирах. Кудись поділася попередня тоска, неспокій, сумніви, а груди зовсім неочікувано наповнилися радістю. Зіскакуємо на подвір'ї з авта і зацікавлено розглядаємося. [...] На подвір'ї рій вояків має вправи. З будинку виходить старшина і починає робити з нас, цивілів, військо. Стаємо в лави, ділять нас на рої, чоти, вишукують з-поміж нас бувших вояків, що мають сякий-такий досвід у воєнному ремеслі, щоб пізніше передати їм функції інструкторів. Призначають нам наші квартири, роздають мундири і деякий виряд, їдунки, ложки. Зброю дістанемо пізніше. Час скоро минає, скінчилися вже заняття для «старих» вояків, і вони виходять на подвір'я і зацікавлено приглядаються до нас, «рекрутів». Накінець, команда: «Розхід!», і ми розбігаємося. Стрічаємо знайомих, вітаємося, ділимося найновішими новинами. Та часу на те небагато. О год. 6-їй вечером складаємо свої лахи на призначені місця та йдемо по фасунок: хліб, брилка масла, мармеляда, кава. Все те скоро зникає в наших порожніх шлунках. Миємо начиння під помпою на подвір'ї, а тоді приміряємо і одягаємо мундири. О 7-їй годині збірка і молитва. Метаморфоза з цивілів на вояків не йде гладко, але поволі набираємо військовий вигляд. Найтяжке йде справа з «навияками», які маємо вживати на ноги, замість чобіт. Мундири чеської армії, ґудзики з двома навхрест мечами, шапка-пирігівка, на яку мусимо пришити собі розету. Це одиноке, що надає нам характер українського вояка. Вкінці, збираємося на подвір'ї до вечірньої збірки. Відбувається офіційне привітання нас, новоприбулих, комендантом вишкільного табору, вечірня молитва і розходимося. |

За спогадами Любомира Ортинського, вишкіл вояків батальйону розпочався на початку травня 1941 року. Викладачами у Завберсдорфі були як українські, так і кілька німецьких ефрейторів. Комендантом табору був майор Євген Побігущий, який характеризувався курсантами як дуже добрий теоретик, професіонал у військовій сфері та суворий і вимогливий викладач, що мало звертав увагу на партійно-політичні погляди, а натомість вбачав своїм обов'язком дати своїм підлеглим добрі знання з воєнного ремесла.
Вишкіл, який проходили легіонери «Роланда» у Завберсдорфі, не надто відрізнявся від звичайного казарменого життя. Розпорядок дня передбачав ранній підйом, сніданок, денний наказ о 7 годині ранку, потім вправи до полудня, годинна перерва на обід, після якої знову відбувалися вправи на подвір'ї замку, які тривали до 5 години вечора. Кілька разів курсанти курсанти робили марші за межі Завберсдорфу та виконували військові вправи на великій території, у яких брала участь ціла сотня, а також, після отримання зброї (гвинтівок німецького виробництва), заняття зі зброєю, які відбувалися також у спеціально облаштованому для цього місці на значній відстані від замку. Увечері відбувалася також чистка обмундирування, зброї, а також вправи з складання-розбирання гвинтівок.
Інтенсивний військовий вишкіл на базі Завберсдорфу тривав близько 6 тижнів, після чого вояки батальйону продовжували його також у Румунії та на території України. За спогадами одного з чотових «Роланда» Теодора Крочака: «вишкіл переведено дуже сконденсовано і поспішно, так що не буде перебільшенням, що те, що в нормальних кадетських школах проробляється за місяць, ми проходили в одному тижні з не меншим успіхом. А сприймали ми це тому, що у нас був значно більший і щиріший запал та свідомість нашої відповідальності й обов'язку, який ми мали виконати. Вишкіл проходив не як для будучих вояків, але для старшин та старших підстаршин».
Крім військового, легіонери проходили також дуже інтенсивний політичний вишкіл. Як згадував колишній чотовий «Роланда» Любомир Ортинський, політичне та військове керівництво батальйону розглядало його не лише як військове формування, призначенням якого була участь у бойових діях на початку війни з СРСР, але й як структуру, що мала виконувати передусім політично-військові завдання. Підрозділ мав стати основою для створення національних збройних сил, а також, у разі потреби, виконувати організаційно-адміністративні завдання. Тому, крім звичайного стрілецького озброєння, вояки «Роланда» мали також друкарські машинки, циклостилі, пропагандивну літературу та заздалегідь заготовлені летючки.
Підпорядкування батальйону командирам-українцям, українська адміністрація замку, а також той факт, що інструктаж, команди та накази під час вишколу здійснювалися українською мовою створювали сприятливий моральний клімат у лавах вояків. Завдяки цьому, члени «Роланду» першими скласти присягу на вірність Україні за мовчазної згоди ОКВ або навіть за відсутності такої.

#### Дозвілля легіонерів
Як пізніше писав у своїх спогадах Любомир Колтунюк, крім регулярних та офіційних занять вояки батальйону також власними силами організовували собі «позаслужбові» та, загалом, дозвілля. Зокрема, протягом кількаденної роботи було вичищено басейн на території замку, щоб можна було в ньому купатися. Увечері після вишколу легіонери збиралися на подвір'ї та робили проби хору, яким диригував колишній студент ветеринарії з Відня. Ядро співаків також утворювали студенти, хоча участь у хорі брали всі вояки батальйону. Крім того, спільними зусиллями курсантів було підготовлено так звану «ватру-ревію», яка відбулася одного вечора у замковому саду просто неба. Готувалася вистава у таємниці з метою надання виступу характеру несподіванки для запрошених. У день виступу в кількох місцях на території замку було розвішано спеціально підготовлені афіші. У програму дійства входили пародії муштри та балет одалісок. На дійстві була присутня значна частина вояків батальйону на чолі з комендантом табору та старшинами.

##### Святкування Акту відновлення державності

Підняття прапора у Завберсдорфі. Зліва направо: чотар Іван Макаревич, Ріко Ярий, майор Євген Побігущий, чотарі Омелян Герман-«Орлик» та Любомир Ортинський

Про факт проголошення у Львові 30 червня 1941 року Акту відновлення Української Держави вояки батальйону «Роланд» дізналися з радіопередачі. Цю подію було відсвятковано урочистою збіркою особового складу перед замковою церквою. Як згадував один з легіонерів батальйону:
|  | Падає наказ: «Сотня на право глянь!», і ми, виструнчені, зоримо очима за блакитно-жовтим прапором, який гордо підноситься вгору по машті і лопоче на вітрі. Навіть німці віддають шану нашому прапорові, і це наповняє наші серця гордістю і радістю. По урочистій церемонії нам злагіднено того вечора строгий риґор, а наші старшини святкували цей день ще довго вночі по своїх кімнатах. |

### Кимпулунг (Румунія)
Оскільки батальйон «Роланд» мав виконувати бойові задачі у складі німецької групи армій «Південь», яка повинна була наступати на територію підрадянської України, вже наприкінці травня (за іншими даними — на початку червня) 1941 року передова сотня легіонерів у складі 60 стрільців та старшин виїхала до Відня, звідки поїздом вирушила на схід територією Угорщини до околиць румунського містечка Кимпулунг для підготовки місця дислокації, куди вона прибула 10 червня.
Як згадував пізніше один з вояків батальйону:
|  | Довжелезний потяг мчав на схід, переїжджаючи розкішні виноградові поля Мадярщини та перетинаючи ланцюг Карпат. Хлопці гуторили, співали бадьорі пісні, і були готові заплатити молодим життям, аби тільки побачити рідну землю та причинитися до звільнення її з невільничих кайданів.По кількох днях, військовики з «Ролянда» виїхали серед ночі на територію Румунії, до міста Кімпулюнґ. Місто історичне, бо тут проживала письменниця Ольга Кобилянська. |

Звідти автомашинами група була переправлена до села Фрумосу, де розташувалася у приміщенні місцевої школи та мала продовжити військовий вишкіл під проводом українських старшин та 11 німецьких офіцерів і підофіцерів. За спогадами одного з легіонерів «Роланда», військовий день складався з 10 годин інтенсивної праці, що містила в собі не тільки викладення теорії, але й практичні вправи з холодною зброєю у гірській місцевості, які виснажували вояків. «Ранок починався о год. 5, і тоді фізичні вправи та бігом до ріки на віддалі біля 2 км, купання та бігом назад на сніданок. Опісля виклади та обід. По обіді коротка перерва. Часто були вправи зі зброєю по горах, гостре стріляння з різнорідної зброї та наука картографії. Вояки також засвоювали собі техніку саботажних акцій».
Основна частина вояків батальйону прибула до місця дислокації приблизно у середині червня, а третя рота (сотня) та штаб на чолі з Євгеном Побігущим до 6 липня перебувала у Завберсдорфі, і виїхала до Румунії лише наступного дня.

## Керівництво та командний склад
Безпосереднім організатором та куратором «Роланда» став Ріко Ярий, а командиром батальйону було призначено колишнього підстаршину Галицької армії та офіцера польської армії, члена ОУН (б) Євгена Побігущого-«Рена».
На початку старшинський склад батальйону був виключно українським. Зокрема, командирами сотень було призначено Михайла Бригідера, Григорія Барабаша та поручника Лева Криська. За даними сучасних дослідників, підстаршинами та стрільцями «Роланда» були не тільки члени бандерівського крила ОУН. Утім, як пізніше згадував колишній чотовий батальйону Любомир Ортинський, члени або симпатики ОУН усе-рівно складали переважну більшість мобілізованих до батальйону добровольців, а так звані «непартійні» становили лише близько 25 %.
Пізніше, після початку німецько-радянської війни, з німецького боку командиром батальйону був призначений підлеглий майора Ернста цу Айкерна з штабу групи армій «Південь» оберлейтенант Пічман, якого пізніше замінив лейтенант Зіберт.
Зв'язковим батальйону був німецький офіцер Новак.

### Відомі українські старшини та вояки

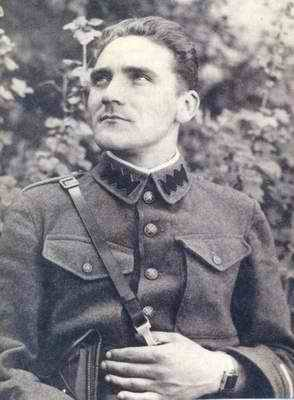
Омелян Герман-«Орлик» у формі чотаря батальйону «Роланд»

На даний час вдалося встановити імена наступних старшин та вояків батальйону:
- Євген Побігущий-«Рен» — командир батальйону «Роланд» та ДУН, пізніше командир 201-го батальйону шуцманшафту, сформованого з числа вояків ДУН. Після формування 14-й гренадерській дивізії Ваффен СС «Галичина» — старшина вишкільно-запасного полку дивізії, полковник Української національної армії;
- Михайло Бриґідер — сотник, командир однієї з сотень (рот) «Роланда», пізніше командир 2 сотні 201-го батальйону шуцманшафт. Після формування Дивізії «Галичина» — командир 1 батальйону 29 полку дивізії;
- Григорій Барабаш — сотник, командир однієї з сотень (рот) «Роланда». У 1939 році член Генерального Штабу Карпатської Січі у званні поручника. Після утворення у Львові Українського державного правління був призначений представником Української держави у Румунії;
- Лев Крисько (в окремих джерелах згадується також як «Крись» або «Кріс») — поручник, командир однієї з сотень (рот) «Роланда». У 1939 році член Генерального Штабу Карпатської Січі у званні чотаря. У 1941 році — ад'ютант командира вишкільного куреня Імені Холодного Яру у Рівному, у 1943 році — інструктор підстаршинської школи в УПА-Північ, пізніше — командир школи УПА «Дружинники»;
- Любомир Ортинський — поручник, командир однієї з чот (взводів) «Роланда», пізніше чотовий 201-го батальйону шуцманшафт. Після формування Дивізії «Галичина» — зв'язковий старшина 29 полку дивізії. Після війни — керівник Головної Управи Братства колишніх вояків 1 Української Дивізії Української Національної Армії та член Закордонного представництва УГВР;
- Омелян Герман-«Орлик» — поручник, командир однієї з чот (взводів) «Роланда», пізніше ад'ютант українського командира 201-го батальйону шуцманшафт Євгена Побігущого. Після формування Дивізії «Галичина» — командир 2-ї роти 1-го батальйону 29-го полку дивізії;
- Михайло Качмар — поручник, командир однієї з чот (взводів) «Роланда». У 1939 році був вояком Карпатської Січі. Після формування Дивізії «Галичина» — командир батареї 2-го дивізіону артилерійського полку дивізії. Після бою під Бродами потрапив у радянський полон;
- Володимир Тихоліз — хорунжий, командир однієї з чот (взводів) «Роланда», пізніше старшина Дивізії «Галичина». Загинув у бою під Бродами;
- Михайло Хом'як — хорунжий, командир однієї з чот (взводів) «Роланда», пізніше чотовий 201-го батальйону шуцманшафт та старшина Дивізії «Галичина»;
- Мирослав-Осип Малецький — хорунжий, командир однієї з чот (взводів) «Роланда», пізніше командир 7-ї роти 2-го батальйону 30-го полку Дивізії «Галичина» та член Штабу Української Національної Армії. Після війни — керівник Головної Управи Братства колишніх вояків 1 Української Дивізії Української Національної Армії;
- Василь Андрусяк — хорунжий, командир однієї з чот (взводів) «Роланда», пізніше — командир сотні УНС «Змії» (листопад 1943), курінний куреня «Скажені» (початок 1944), керівник бою на горі Лопата з німцями (9 липня 1944), командир Станіславського ТВ-22 «Чорний ліс» (25.04.1945 — †24.02.1946), полковник УПА (посмертно);
- Абрамчук — хорунжий, командир однієї з чот (взводів) «Роланда»;
- Теодор Крочак — хорунжий, командир однієї з чот (взводів) «Роланда», пізніше чотовий 201-го батальйону шуцманшафт;
- Ковальчук — хорунжий, командир однієї з чот (взводів) «Роланда»;
- Мазуркевич — хорунжий, командир однієї з чот (взводів) «Роланда», пізніше один з організаторів підпілля ОУН (б) на Миколаївщині[35];
- Михайло Палідович — бунчужний, командир однієї з чот (взводів) «Роланда». Пізніше член Крайового Проводу ОУН (б) на Західноукраїнських землях та редактор часопису «Ідея і Чин»;
- Григорій Барабаш — вояк «Роланда»;
- Мирослав Болюх — вояк «Роланда», після Другої світової війни тривалий час обіймав посаду голови Союзу Українських організацій в Австралії;
- Любомир Колтунюк — вояк «Роланда»;
- Федір Якубяк — вояк «Роланда», пізніше вояк Вермахту. Після поранення під Смоленському перейшов до УПА (вояк сотень Скуби та Вихора), де пробув до 1945 року, після чого легалізувався;
- Євген Гарабач — вояк «Роланда», після розпуску батальйону приєднався до підпілля ОУН (б) на Одещині[36];
- Михайло Дуда — вояк «Роланда», майбутній командир «Залізної сотні» (Ударники-2);
- Петро Мельник — вояк «Роланда», майбутній командир куреня «Дзвони» та ТВ-21 «Гуцульщина» (01.1946—09.1949), надрайонний провідник ОУН Надвірнянщини (1949);
- Карпо Микитчук — вояк «Роланда»[37];
- Степан Трохимчук — вояк «Роланда», майбутній сотенний УПА, командир куреня (02.1944 — 04.1944);
- Ахіль Хрептовський — вояк «Роланда»;
- Яньо Шухевич — вояк «Роланда»;
- о. Іван-Всеволод Дурбак — капелан «Роланда», пізніше капелан Дивізії «Галичина»;
- Іван Макаревич — лікар «Роланда».

## Участь у німецько-радянській війні

### Плани використання батальйону
12 червня 1941 року відділом Абвера у Румунії було розроблено проект завдань, які мав виконувати батальйон «Роланд» у випадку початку війни з СРСР. Ці завдання мали включати створення системи зв'язку з підрадянською Україною та Бессарабією, організацію диверсій на радянських лініях зв'язку, аеродромах, шляхах постачання, місцях перебування радянських військових тощо, арешт та ліквідацію командирів та комісарів, поширення листівок та підбурювання до повстання, охорону німецьких військових об'єктів, а також організація подібних формувань для допомоги німецьким військам як провідники та перекладачі.
22 червня 1941 року після початку німецько-радянської війни Ріко Ярий звернувся з листом до Гітлера, у якому запропонував включити обидва українських батальйони до складу збройних сил Німеччини (на той час батальйони розглядалися лише як створені при Вермахті частини).
27 червня 1941 року начальником штабу ОКВ було розроблено проекти розпоряджень про задачі, які ставилися перед «Роландом». Відповідно до цих документів частково моторизовані дві роти (сотні) батальйону у складі близько 200 вояків та 15 німецьких офіцерів, унтер-офіцерів та рядових мали бути передані до складу передових загонів 11-го армійського корпусу для виконання особливих завдань. Час проведення мав бути визначений керівником батальйону з німецького боку — майором Пічманом за погодженням з передовими загонами корпусу. Після виконання своїх особливих завдань, батальйон знову мав перейти у розпорядження армії.
Тими ж документами передбачалося, що особовий склад «Роланда» мав пішим маршем рухатися зі свого місця дислокації у Кимпулунгу з таким розрахунком, щоб 30 червня прибути до міста Ботошані та розквартируватися там.
Склад батальйону мав утворити кістяк пізніше створюваних українських формувань. Після перетину радянсько-румунського кордону пропонувалося довести чисельний склад «Роланда» до 1000 осіб за рахунок інших членів українських націоналістичних організацій з видачею їм відповідної зброї.
Розпорядженнями від 27 червня 1941 року передбачалося певне коригування задач, які ставилися перед батальйоном. Ці задачі мали полягати у підтримці німецьких військ під час бойових дій, окупації та забезпечення безпеки на територіях, прилеглих до маршрутів німецького наступу, формування у зайнятих німцями містах української самооборони, забезпечення ліній постачання та допомога у транспортуванні та охороні полонених, охорона стратегічно важливих об'єктів, а також виконання інших задач по лінії німецької розвідки. Крім того батальйон мав підтримати німецьку переправу через Прут шляхом проведення саботажних акцій у тилу радянських військ.
27 червня 1941 року батальйон було підпорядковано штабу 11-ї німецької армії генерал-полковника Ойґена Ріттера фон Шоберта. Командиром «Роланда» з німецького боку був призначений Пічман, який підпорядковувався майору Ернсту цу Айкерну з штабу групи армій «Південь».
Через те, що штаб та керівництво «Роланда» затримувалося у Відні, основний склад батальйону на чолі з тимчасовим командиром німецьким лейтенантом Зібертом уранці 30 червня о 7:00 вирушив до Ботошані. Однак, вже о 7:30 було отримано радіограму від офіцера іноземної служби Абверу Ервіна Штольце, якою заборонялося використання підрозділу у бойових діях та наказувалося передати його у безпосереднє підпорядкування майора Ернста цу Айкерна з штабу групи армій «Південь». У зв'язку з цим, батальйон змушений був повернутися до попереднього місця дислокації у Фрумосу, де перебував до кінця липня.
2 липня за розпорядженням ОКВ було розформовано групу пропагандистів, яка разом з Ріко Ярим мала приєднатися до «Роланда» та оперативний штаб батальйону. Утім, частина членів цієї групи все ж змогла виїхати до Румунії та долучитися до батальйону як рядові стрільці.
10 липня 1941 року розпорядженням командування 11-ї армії було визначено, що відповідно до вказівок ОКВ батальйон «Роланд» підлягав використанню виключно у відповідності до директив, які віддаються майором Ернстом цу Айкерном.

### Відправка до України
26 липня 1941 року розпорядженням Генерального штабу Вермахту батальйон «Роланд» було передано у розпорядження штабу 54-го армійського корпуса (генерал артилерії Ерік Гансен) для зачистки тимчасово зайнятих територій та захисту тилових з'єднань східніше Дністра. Керівником підрозділу було призначено німецького оберлейтенанта Зіберта, а чисельність визначено у 260 вояків та 9 офіцерів, розділених на 3 роти у складі приблизно 65 осіб кожна. Двома ротами мали командувати німецькі офіцери, а однією — український. Батальйон було озброєно легкою стрілецькою зброєю (російськими трофейними гвинтівками), крім того, кожна рота мала по 6 чеських легких кулеметів, а командири батальйону та рот мали на озброєнні австрійські пістолети-кулемети. Для забезпечення транспортування батальйон мав 6 легкових, 5 вантажних автомобілів та 3 мотоцикли. Для подальшого забезпечення підрозділу передбачалося використання трофейної амуніції, боєприпасів, зброї та транспортних засобів. Крім того на території України лави батальйону мали поповнити ще 150 вояків, завербованих з числа членів українських націоналістичних організацій.
Відповідно до розпорядження німецького командування, перед початком маршу батальйон мав залишити у Фрумосу усе знаряддя, яке не відносилося до військового виряду: пропагандивний матеріал та літературу, циклостилі, друкарські машинки тощо. Утім, це розпорядження було виконано вояками тільки «про людське око».
29 липня особовий склад «Роланда» було ешелоном доставлено до Ясс, де він перейшов румунсько-радянський кордон та пішим маршем через Леушень, Кишинів та Вадул-луй-Воде рушив у напрямку Дубоссар.
За спогадами Євгена Побігущого, піший перехід через Молдову відбувався в умовах жахливої літньої спеки шляхами без дерев. Унаслідок цього, один з легіонерів отримав «сонячний удар», однак навіть після цього просив не відправляти його у тил або до запасної частини як «нездібного до воєнних трудів». Виконуючи наказ, батальйон змушений був рухатися головним шляхом, а бічними дорогами, які після дощу перетворювалися на непролазну грязюку. Ставлення до «Роланда» з боку румунських підрозділів було дуже поганим, і останні дуже часто протестували проти роздачі легіонерами листівок та пропагандивного матеріалу місцевому населенню.
У Дубоссарах батальйон переправився через Дністер та дійшов до села Унтилівка поблизу залізниці Проскурів-Одеса, де перебував наступні три тижні.

### Постій в Україні

Вартові батальйону «Роланд» у австрійських шоломах

Враження вояків батальйону від зустрічі з рідною землею описав у своєму щоденнику один з хорунжих «Роланда» Теодор Крочак:
|  | Хотілося цілувати ту нашу землю, хотілося кричати до всіх рідних: «Ми вже йдемо до вас, визволяти від большевицьких банд!» Скоро пережили ми, однак, приголомшення через прийняття нас населенням. Про першу зустріч з українцями снував я різні плани. Уявляв собі різні прекрасні картини тієї стрічі. Не можу збагнути, чому те, що вчора видавалося таким простим і ясним, сталося таким спершу загадковим — та перша зустріч з українцями на Україні. Замість відкритих рамен... нас зустріли байдуже, холодно, мовчанкою, а то й міряють нас ворожими поглядами. |

Аналогічне розчарування від першої зустрічі з українським населенням відзначив у своїх спогадах і Євген Побігущий. Лише пізніше з'ясувалося, що така зустріч легіонерів була викликана поведінкою німців, які поширили серед місцевого мешканців чутки про прибуття польського добровольчого легіону, який буде грабувати населення, і з яким не потрібно підтримувати контактів. Досить гнітюче враження на бійців батальйону справили також понищені та розорені під час відступу радянських сил села.
Однак, поступово ставлення місцевого населення до легіонерів поліпшилося. Як згадував чотовий Любомир Ортинський:
|  | Спершу нас уважали, не дивлячись на тризуби на шапках і на українську мову — за одну з німецьких чи яких інших чужинецьких частин, яка «хороше вивчила українську мову». Згодом, коли ми нав'язали з населенням ближчий контакт, коли почали їх обороняти від грабунків, яких допускалась передусім румунська армія, коли наші вояки разом з місцевими людьми охороняли вночі збіжжя і худобу — щойно тоді прийшло сердечне зближення з населенням. |

### Повернення до Румунії
Під час перебування на території України, до вояків «Роланда» почали надходити тривожні звістки з Галичини про арешти членів уряду Ярослава Стецька та поступову ліквідацію німецькою окупаційною адміністрацією створених ОУН (б) органів влади. Наслідком цього стало суттєве погіршення стосунків між легіонерами та німецькими зв'язковими батальйону, які намагалися втручатися у внутрішнє життя вояків та вимагали припинити будь-яку агітаційну роботу серед населення.
10 серпня 1941 року штабом 11-ї німецької армії було отримано телеграму від офіцера іноземної служби Абвера Ервіна Штольце, якою передбачалося необхідність усунення «Роланда» від участі у поході з політичних причин.
13 серпня командуванням 11-ї армії було розроблено проект розпорядження, яким передбачалося усунути «Роланд» від будь-якого подальшого використання та підпорядкувати батальйон німецьким розвідувальним службам у Румунії. Усі особи, набрані на території України для організації самооборони, мали бути відправлені назад, а на командувача батальйону покладалася особиста відповідальність за те, аби усі легіонери, які прибули у складі «Роланда», залишили країну. До 26 серпня батальйон мав пішим маршем повернутися до Кишинева, звідки залізничним транспортом прибути до міста Фокшани у Румунії. Виключення було зроблено лише для 50 легіонерів, які повинні були поступити у підпорядкування господарських служб та надати відповідну допомогу у збиранні збіжжя з забороною будь-якої політичної діяльності.
Наприкінці серпня 1941 року «Роланд» передислокувався до села Тарасова, де, після дводенного постою, прибулими німецькими штабними офіцерами воякам було оголошено наказ рухатися маршем назад до Дубоссар, а звідти до Фокшан під приводом начебто проведення якогось додаткового вишколу. Однак, легіонерам було зрозуміло, що справжньою причиною їхнього відкликання з фронту була зміна німецької політики по відношенню до ОУН (б) та наступні арешти організаційного активу і членів Похідних груп.
По прибуттю на залізничну станцію Фокшани, поїзд, яким їхали легіонери, було відігнано на бічну колію, оточено німецькими кулеметниками та роззброєно. Лише українським старшинам батальйону було дозволено залишити при собі пістолети.

### Прибуття до Австрії та арешти старшин
На початку вересня 1941 року особовий склад «Роланда» було переправлено до табору Маєрлінґ поблизу Відня, а звідти до містечка Зіцендорф. Після цього воякам повернули раніше відібрану зброю та продовжили їхній вишкіл. Ще одна сотня легіонерів продовжувала навчання у Завберсдорфі.
10 вересня чотаря Любомира Ортинського було відряджено до Берліна з метою інформування про долю батальйону Степана Бандери та Ярослава Стецька, які у той час перебували там під арештом. 16 вересня Любомира Ортинського, а разом з ним Ріко Ярого, Григорія Барабаша та ще двох підстаршин, а також 2 працівників Віденського бюро ОУН (б) були арештовані німецькою службою безпеки. Їх було звинувачено у антидержавній діяльності та направлено до концтабору.

### Утворення охоронного батальйону «Роланд Нахтігаль»

Батальйон «Роланд» у Завберсдорфі, осінь 1941 року

На підставі розпорядження райхсфюрера СС від 16 вересня 1941 року з українських вояків батальйонів «Нахтігаль» та «Роланд», які перебували у таборах Нойгамер, Завберсдорф та Зіцендорф, було утворено охоронний батальйон під назвою «Роланд Нахтігаль», який мав дислокуватися у таборі поблизу міста Франкфурт-на-Одері.
18 жовтня вояками та старшинами батальйону було підписано та передано німецькому командуванню меморандум, яким вимагалося визнати проголошене 30 червня 1941 року у Львові відновлення незалежності Української держави, звільнити арештованих членів ОУН (б), уряду Стецька, а також рідних та близьких членів батальйону. Крім того, у меморандумі вказувалося, що реорганізований підрозділ може бути використаний у бойових діях лише на території України під командою українських старшин, які повинні мати такі самі права та обов'язки, як і офіцери німецької армії, ніякої іншої присяги, крім раніше складеної присяги на вірність Україні, вояки не складатимуть, і кожен з них у індивідуальному порядку підписує річний контракт на службу до кінця 1942 року.
19 жовтня особовий склад «Нахтігаля» прибув до Франкфурта, а через два дні туди ж прибули і легіонери «Роланда».
У Франкфурті було утворено єдиний батальйон у складі 650 вояків, поділений на 4 роти (сотні) з приблизно рівною кількістю людей у кожній. Командиром підрозділу було призначено Євгена Побігущого, а його ад'ютантом став поручник Омелян Герман-«Орлик». Командирами рот (сотень) було призначено Михайла Бригідера, Романа Шухевича, Василя Сидора та поручника В. Павлика.
1 листопада 1941 року представником німецького командування було надано відповідь на меморандум легіонерів, якою було повідомлено, що після проведення додаткового вишколу реорганізований батальйон буде використовуватися на східному фронті, складання будь-яких додаткових присяг не вимагається. Однак, щодо визнання Української держави та її уряду, а також звільнення арештованих членів ОУН (б) чіткої відповіді не було отримано.
Більшість вояків обох батальйонів погодилися укласти однорічний контракт, який набрав чинності з 1 грудня 1941 року, і лише 15 осіб, серед яких колишній лікар «Роланда», а також кілька підстаршин і стрільців, відмовилися від підписання.
Бойовий вишкіл реорганізованого батальйону продовжувався до весни 1942 року, коли 16 березня підрозділ уже під новою назвою 201-й батальйон шуцманшафту було відправлено на територію Білорусі, де він мав забезпечувати охорону шляхів сполучення на території між Могильовом, Вітебськом та Лепелем.
У грудні 1942 року після закінчення терміну дії контракту вояки батальйону відмовилися від його продовження, після чого батальйон було розформовано, вояків звільнено зі служби, а старшин заарештовано (уникнути арешту вдалося лише деяким, серед них — Роману Шухевичу. У подальшому деякі колишні легіонери батальйону брали участь в організації підпілля ОУН (б) на Миколаївщині та Одещині, а також, перебуваючи на німецькій службі як перекладачі, надавали допомогу бандерівському підпіллю у Криму (Сімферополі).
З 22 колишніх старшин батальйону 13 опинилися у лавах УПА, а 9 — у Дивізії «Галичина».

## Уніформа та відзнаки

### Однострої та знаки розрізнення
Формування та вишкіл батальйону «Роланд» відбувалося у дещо інших умовах, ніж аналогічного батальйону «Нахтігаль». Тому безпосередньому організатору та куратору «Роланда» Ріко Ярому вдалося довести необхідність наявності у підрозділі української уніформи та відзнак. Представників німецького командування навіть запевнили у тому, що така форма вже існує.
Після повернення Ріко Ярого до Відня на засіданні Бюро ОУН (б) було вирішено терміново розробити проект форменого одягу та знаків розрізнення легіонерів, а також організувати їх виготовлення. За зразок було взято знаки розрізнення Галицької армії, які, з урахуванням нових обставин, у яких мав діяти батальйон, було дещо модифіковано. Крім того, Ріко Ярому через свої зв'язки вдалося отримати зі складів кількасот нових одностроїв колишньої чехословацької армії зразка 1930 року, які складалися з шерстяних мундирів кольору хакі, штанів-галіфе та пілотки. Ця форма була призначена для носіння як стрільцями, так і старшинами «Роланда».
Мундир з застібкою на шість ґудзиків мав прямі накладні та косі бокові кишені з трикутними клапанами. Емблема на ґудзиках мала вигляд двох перехрещених мечів гостряками угору. Бунчужний, підстаршини та старшини батальйону мали на правому плечі погони у вигляді вузького плетеного шнура золотого кольору. На комірці були нашиті спеціальні петлиці у вигляді «зубчатки» темно-червоного кольору. Починаючи з бунчужного і закінчуючи сотниками «зубчатки» обшивалися золотим шнуром, діаметром 1,5-2 мм. Петлиці старшин являли собою аналогічного вигляду «зубчатки», які нашивалися на прямокутний клапан, виготовлений з матеріалу жовтого кольору.
Крім того, були введені нарукавні знаки розрізнення у вигляді смужок білого (для підстаршин) та жовтого (для старшин) кольорів. Однак, у зв'язку з нестачею «зубчаток», більшість вояків «Роланда» носили на комірі німецькі петлиці у вигляді тканих подвійних вузьких котушок, хоча більшість підстаршин усе ж намагалися знайти можливість виготовити та носити саме «зубчатки».
У окремих випадках вояки батальйону носили над правою нагрудною кишенею значок Вермахту у вигляді німецького орла.
Крім того, при відправці на фронт у липні 1941 року особовому складу «Роланда» було видано нарукавні пов'язки жовтого кольору з чорним написом «Deutsche Wehrmacht» (Німецькі збройні сили).
Як головні убори використовувалися чеські пілотки кольору хакі з українськими кокардами у вигляді золотого тризуба на блакитному тлі у синій «розетці». Також стрільці мали австрійські сталеві шоломи часів Першої світової війни.
Стрільці та підстаршини носили також поясні ремені з простими однозубцевими пряжками, тоді як старшини використовували німецькі офіцерські ремені з плечевою портупеєю.
Зазначена вище уніформа існувала у батальйоні «Роланд» до жовтня 1941 року. Після реорганізації ДУН в 201-й батальйон шуцманшафт особовому складу було видано однострої німецької поліції.

### Відзнака ДУН

Нагрудний знак ДУН

У 1941 році у Німеччині для вояків обох батальйонів ДУН було виготовлено спеціальний нагрудний знак з тризубом у лавровому вінку та написом «ОУН — ДУН 1941».